# Hydroptila furtiva
Hydroptila furtiva är en nattsländeart som beskrevs av Bueno-soria 1984. Hydroptila furtiva ingår i släktet Hydroptila och familjen smånattsländor. Inga underarter finns listade i Catalogue of Life.